# Friedrich von Heimburg
Friedrich (Fritz) August Gerhard Karl von Heimburg (* 8. November 1859 in Oldenburg (Oldb); † 31. März 1935 in Bad Reichenhall) war ein deutscher Verwaltungs- und Hofbeamter und Parlamentarier.

## Herkunft
Seine Eltern waren der Großherzoglich-Oldenburgische Kammerherr und Oberhofmeister Heino Henning Franz von Heimburg (* 29. September 1826; † 7. Mai 1901) und dessen Ehefrau Amalie Marie Friederike Sophie Janssen (* 8. Dezember 1836; † 27. September 1864).

## Leben
Friedrich von Heimburg studierte Rechtswissenschaften an den Universitäten Göttingen, München und Berlin. Er wurde im Corps Bremensia Göttingen (1881) und im Corps Franconia München (1882) recipiert. Nach dem Studium trat er in den preußischen Staatsdienst. 1893 wurde er Landrat des Kreises Biedenkopf. 1907 wechselte er als Landrat in den Landkreis Wiesbaden. 1918 wurde er für kurze Zeit Polizeipräsident von Wiesbaden. Anschließend lebte er in München und zuletzt in Herrsching am Ammersee.
1899 zog er für die Deutschkonservative Partei und den Wahlkreis Wiesbaden 1 (Biedenkopf) in das Preußische Abgeordnetenhaus, dem er bis 1918 angehörte. Er gehörte auch dem Provinziallandtag der Provinz Hessen-Nassau und von 1897 bis 1917 dem Nassauischen Kommunallandtag an.
Von Heimburg war preußischer Kammerherr. Er war Hauptmann der Landwehr und Zweiter Vorsitzender der hessischen Landwirtschaftskammer.

## Familie
Heimburg heiratete am 26. November 1887 in Dresden Agnes (Aggie) Leonore Isabel Suffert (* 4. April 1869; † 9. November 1925), eine Tochter des Generalkonsuls a. D. Ernst Suffert und der Mary Eliza Billingsley. Das Paar hatte eine Tochter: Elisabeth Bia Sophie (* 10. Januar 1889).

## Ehrungen / Auszeichnungen
- 10. September 1903 – Verleihung der großherzoglich hessischen Silbernen Verdienstmedaille für Wissenschaft, Kunst, Industrie und Landwirtschaft[5]